# Ocnogyna parasita
Ocnogyna parasita — вид лускокрилих комах з родини еребід (Erebidae).

## Поширення
Вид поширений в Альпах, Чорноморському регіоні, Балканському півострові, Малій Азії та на півдні Росії. Мешкає в горбистих і гірських районах, а також на бідних поживними речовинами луках.

## Опис
Розмах крил у самців становить 30–34 мм, у самиць — 20–22 мм. Верхня поверхня передніх крил має сірий основний колір з кількома чорними клинчастими та поздовжніми плямами. Верхня поверхня заднього крила світло-сіра, до краю темніє, злегка прозора. Нижня сторона всіх крил відтворює кольори та візерунки верхньої сторони з нечіткою та пом'якшеною інтенсивністю.
Тіло сіре з чорними плямами, вкрите довгими волосками. Антени самців мають довгі вії з обох боків, у самиць ниткоподібні, злегка пилоподібні.
Гусениці дуже волохаті, з трьома жовтими поздовжніми смугами і чорнуватими бородавками на кожному сегменті.

## Спосіб життя
Імаго літають з березня по квітень. Личинки багатоїдні; серед кормових рослин зареєстровано Gentiana lutea, Plantago, Urtica та Scabiosa. Личинки трапляються в травні та червні. Вид зимує на стадії лялечки або імаго.

## Підвиди
- Ocnogyna parasita parasita (Молдова, Крим, Альпи)
- Ocnogyna parasita arenosa Witt, 1980
- Ocnogyna parasita lianea Witt, 1980
- Ocnogyna parasita rothschildi A. Bang-Haas, 1912 (Надволжя)